# Potentilla townsendii
Potentilla townsendii es una especie de planta del género Potentilla, perteneciente a la familia Rosaceae.

## Taxonomía
Potentilla townsendii fue descrita por Per Axel Rydberg en 1901.

## Distribución
Se encuentra en el territorio de Arizona, Nuevo México y en el noreste y noroeste de México.